# Князево (Вытегорский район)
Князево — деревня в Вытегорском районе Вологодской области.
Входит в состав Андомского сельского поселения, с точки зрения административно-территориального деления — в Андомский сельсовет.
Расположена на левом берегу реки Андома, на трассе А119. Расстояние по автодороге до районного центра Вытегры — 29 км, до центра муниципального образования села Андомский Погост — 3 км. Ближайшие населённые пункты — Маковская, Марино, Порог, Терово, Трошигино, Устеново.
По переписи 2002 года население — 77 человек (38 мужчин, 39 женщин). Преобладающая национальность — русские (99 %).